# Do You Believe? Tour
Cher Phoenix-ben, 1999. június 16-án indította el több mint 120 állomásos Do You Believe? című turnéját. A turné bekerült a rekordok könyvébe. Később a rekordot Cher következő turnéja, a Farewell Tour döntötte meg. A turnéról 1999-ben, Las Vegas-ban az MGM-Grand-on egy koncertfilmet is készítettek. A filmet tizenegy Emmy-díjra jelölték, ezekből szinte mindet elnyerte.

## Az előadott számok
- I Still Haven't Found What I'm Looking For
- All or Nothing
- The Power
- We All Sleep Alone
- I Found Someone
- The Way of Love
- Medley: Half Breed / Gypsys, Tramps & Thieves / Dark Lady
- Take Me Home
- After All
- Walking in Memphis
- Just Like Jesse James
- Heart of Stone
- The Shoop Shoop Song (It's in His Kiss)
- Dov'è L'Amore
- Strong Enough
- If I Could Turn Back Time
- Believe

## Közreműködők
- Főénekes: Cher
- Háttérénekes: Patti Darcy Jones
- Háttérénekes/billentyűzet/zenei rendező: Paul Mirkovich
- Háttérénekes/elektromos gitár: David Barry
- Háttérénekes/billentyűzet: Darrel Smith
- Háttérénekes/basszusgitár: Don Boyette
- Dob: Mark Schulman
- Rendező: Doriana Sanchez
- Táncos: Bubba Carr
- Táncos: Suzanne Easter
- Táncos: Kristin Whillits
- Táncos: Addie Yungmee
- Táncos: Tovaris Wilson

## Nyitó felvonás
- Cyndi Lauper és Wild Orchid 1999. június 16-tól 1999. augusztus 28-ig
- Julio Iglesias és Michael McDonald 1999. szeptember 1-től 1999. szeptember 5-ig
- Cyndi Lauper és Julio Iglesias 1999. szeptember 7-től 1999. szeptember 28-ig

## Bevételek
- Összes: 160 millió $
- Észak-Amerika: 118 millió $
- Európa: 41,2 millió $
- Afrika: 0,8 millió $